# Svea Genberg
'Svea Sara Erika Genberg, född 21 oktober 1895 i Frösö i Jämtland, död 22 augusti 1987 i Sankt Görans församling, var en svensk målare.
Genberg var gift med Frans Larson. Hon studerade vid Edward Berggrens målarskola i Stockholm samt på olika konstskolor i Paris. Separat ställde hon ut på bland annat Galleri Brinken i Stockholm och medverkade i ett flertal samlingsutställningar. Hennes konst består av stilleben med grönsaker och blommor, figurmotiv och porträtt, ofta med barn som modeller.